# Кринидес
 Тази статия е за кавалското село Рахча.  За  скопското село Рахча вижте Рашче.  
Кринидес, още Рахча или Рахче (на гръцки: Κρηνίδες, до 1926 година Ράχτσα, Рахца), е село в Гърция, в дем Кавала, област Източна Македония и Тракия.

## География
Селото е разположено на 140 m надморска височина в югозападното подножие на Урвил (Ори Леканис), на около 20 km северозападно от демовия център Кавала.

## История

### Праистория
На няколкостотин метра югозападно от Кринидес е селищната могила Дикили Таш от новокаменната и бронзовата епоха.

### В Османската империя
В началото на XX век селото е изцяло турско селище в Кавалска кааза на Османската империя. Съгласно статистиката на Васил Кънчов („Македония. Етнография и статистика“) към 1900 година Рахче е изцяло турско селище с 480 жители.

### В Гърция
След Междусъюзническата война в 1913 година селото попада в Гърция. В периода 1912 – 1923 година селото е обезлюдено като жителите му са изселени в Турция по силата на Лозанския договор и на тяхно място са заселени гърци бежанци. В 1926 година името на селото е сменено от Рахча (Ράχτσα) на Кринидес (Κρηνίδες). След 1922 г. в селото се настаняват гърци бежанци от Мала Азия. Според статистиката от 1928 година селото е изцяло бежанско със 163 семейства и 312 жители общо. Българска статистика от 1941 година показва 1281 жители. След Гражданската война селото започва бързо да расте, тъй като в него се заселват жителите на околните по-отдалечени села.
Населението произвежда големи количества тютюн и жито, като е развито и краварството.
| Име        | Име         | Ново име   | Ново име   | Описание                               |
| ---------- | ----------- | ---------- | ---------- | -------------------------------------- |
| Дикели Таш | Δικελῆ Τὰς  | Ортопетра  | Ορθόπετρα  | местност И от Кринидес                 |
| Рахча      | Ραχτσᾶς     | Кринидес   | Κρηνίδες   | връх в Урвил (681 m), СИ от Кринидес   |
| Мешелик    | Μεσελίκ     | Ставрос    | Σταυρός    | връх в Урвил (754,9 m), СИ от Кринидес |
| Хаджи гьол | Χατζῆ Γκιόλ | Хадзилакос | Χαζήλακκος | река                                   |
| Верагкьой  | Βεράγκιοι   | Ерепия     | Ερείπια    |                                        |

| Година    | 1913 | 1920 | 1928 | 1940 | 1951 | 1961 | 1971 | 1981 | 1991 | 2001 | 2011 | 2021 |
| --------- | ---- | ---- | ---- | ---- | ---- | ---- | ---- | ---- | ---- | ---- | ---- | ---- |
| Население | 656  | 534  | 672  | 1700 | 3424 | 3189 | 2039 | 2811 | 3005 | 3295 | 3365 | 2925 |

## Личности
Родени в Кринидес
- Константинос Митроглу (р. 1988), гръцки футболист